# Lugal
Il lugal, o anche lu-gal, (in sumero: 𒈗, LUGAL o 𒇽𒃲, LU.GAL, nei nomi spesso preceduto dall'onorifico/determinativo: 𒀭 D) era il titolo riservato ai re delle città-stato sumere, che solitamente si reggevano su una ierocrazia. In lingua sumera è un termine composto da "𒇽" LU, uomo e "𒃲" GAL, grande. Al lugal erano attribuite anche le prerogative di en o patesi (sommo sacerdote della divinità cittadina) e isakku (amministratore delle terre).
Il primo ad usare questo titolo fu Mesalim di Kish, sostituendo l'antico ensi. Lugal, originariamente, indicava semplicemente un giovane di particolari qualità che proveniva da una ricca famiglia di proprietari terrieri.
I nomi di molti re sumeri sono stati mutuati dal loro titolo. Tra questi, gli esempi più famosi sono Lugal-Banda di Uruk, Lugal-kinishe-dudu di Uruk e Ur, Lugal-Sha-Gen-Sur di Lagash, Lugal-Zaggisi di Umma. A capo degli Ittiti vi fu un re, PU-LUGAL-ma, il cui nome usa il titolo sumero.